# Società Ginnastica Gallaratese 1927-1928
Questa voce raccoglie le informazioni riguardanti la Società Ginnastica Gallaratese nelle competizioni ufficiali della stagione 1927-1928.

## Rosa
| N. |                   | Ruolo | Calciatore         |
| -- | ----------------- | ----- | ------------------ |
|    | Italia (bandiera) | A     | Teodoro Badà       |
|    | Italia (bandiera) |       | Carlo Calloni      |
|    | Italia (bandiera) |       | Attilio Camera     |
|    | Italia (bandiera) | C     | Tito Carbone       |
|    | Italia (bandiera) | C     | Mario Crespi       |
|    | Italia (bandiera) |       | Luigi Farina       |
|    | Italia (bandiera) | C     | Carlo Farioli      |
|    | Italia (bandiera) |       | Emilio Fusi        |
|    | Italia (bandiera) | A     | Carlo Leva (II)    |
|    | Italia (bandiera) | A     | Attilio Leva (III) |
|    | Italia (bandiera) |       | Angelo Lodi        |
|    | Italia (bandiera) | A     | Natale Luoni       |

| N. |                   | Ruolo | Calciatore           |
| -- | ----------------- | ----- | -------------------- |
|    | Italia (bandiera) | A     | Mario Lovetti        |
|    | Italia (bandiera) |       | Macchi               |
|    | Italia (bandiera) |       | Carlo Merli          |
|    | Italia (bandiera) |       | Nerito Moretti       |
|    | Italia (bandiera) |       | Mario Paolucci       |
|    | Italia (bandiera) |       | Cherubino Prosdocimo |
|    | Italia (bandiera) |       | Provasi              |
|    | Italia (bandiera) | D     | Luigi Rivolta        |
|    | Italia (bandiera) |       | Antonio Scandroglio  |
|    | Italia (bandiera) |       | Giuseppe Schiavini   |
|    | Italia (bandiera) | A     | Domenico Torti       |
|    | Italia (bandiera) | A     | Gianluca Trotti      |
|    | Italia (bandiera) |       | Ernesto Villarboit   |

## Arrivi e partenze
| Acquisti | Acquisti | Acquisti | Acquisti   |
| -------- | -------- | -------- | ---------- |
| ?        | ???      | ???      | definitivo |
| ?        | ???      | ???      | definitivo |

| Cessioni | Cessioni         | Cessioni | Cessioni   |
| -------- | ---------------- | -------- | ---------- |
| ?        | Dante De Franco  | ???      | definitivo |
| ?        | Aldo Mentasti    | ???      | definitivo |
| ?        | Luigi Pastorelli | ???      | definitivo |
| ?        | Giuseppe Rossi   | ???      | definitivo |